# Aconaemys
Az Aconaemys az emlősök (Mammalia) osztályának rágcsálók (Rodentia) rendjébe, ezen belül a csalitpatkányfélék (Octodontidae) családjába tartozó nem.

## Rendszerezése
A nembe az alábbi 3 faj tartozik:
- erdei degu (Aconaemys fuscus) Waterhouse, 1842 - típusfaj
- Aconaemys porteri Thomas, 1917 - korábban azonosnak tartották az Aconaemys fuscus-szal
- Aconaemys sagei Pearson, 1984